# Walter Leandro Capeloza Artune
Walter Leandro Capeloza Artune (Jaú, Brasil; 18 de noviembre de 1987), conocido simplemente como Walter, es un futbolista brasileño que juega como guardameta en el Cuiabá Esporte Clube de la Serie A.

## Estadísticas de carrera
Actualizado al último partido disputado el 25 de noviembre de 2023.
| Club                   | Temporada           | Liga Nacional       | Liga Nacional | Liga Nacional | Liga Estatal | Liga Estatal | Copa | Copa  | Continental | Continental | Otros | Otros | Total | Total |
| Club                   | Temporada           | División            | PJ            | Goles         | PJ           | Goles        | PJ   | Goles | PJ          | Goles       | PJ    | Goles | PJ    | Goles |
| ---------------------- | ------------------- | ------------------- | ------------- | ------------- | ------------ | ------------ | ---- | ----- | ----------- | ----------- | ----- | ----- | ----- | ----- |
| Iraty                  | 2006                | Paranaense          | —             | —             | 0            | 0            | 3    | 0     | —           | —           | —     | —     | 3     | 0     |
| Iraty                  | 2008                | Paranaense          | —             | —             | 0            | 0            | —    | —     | —           | —           | —     | —     | 0     | 0     |
| Iraty                  | 2009                | Paranaense          | —             | —             | 3            | 0            | —    | —     | —           | —           | —     | —     | 3     | 0     |
| Iraty                  | 2010                | Série D             | 6             | 0             | 8            | 0            | —    | —     | —           | —           | —     | —     | 14    | 0     |
| Iraty                  | Total               | Total               | 6             | 0             | 11           | 0            | 3    | 0     | —           | —           | —     | —     | 20    | 0     |
| Rio Branco-PR (cesión) | 2007                | Paranaense          | —             | —             | 20           | 0            | 2    | 0     | —           | —           | —     | —     | 22    | 0     |
| Londrina (cesión)      | 2009                | Série D             | 10            | 0             | —            | —            | —    | —     | —           | —           | —     | —     | 10    | 0     |
| Corinthians Paranaense | 2011                | Paranaense          | —             | —             | 21           | 0            | —    | —     | —           | —           | —     | —     | 21    | 0     |
| Caxias                 | 2011                | Série C             | 2             | 0             | —            | —            | —    | —     | —           | —           | —     | —     | 2     | 0     |
| Novo Hamburgo          | 2011                | Gaúcho              | —             | —             | 0            | 0            | —    | —     | —           | —           | 1     | 0     | 1     | 0     |
| XV de Jaú              | 2012                | Paulista Série A3   | —             | —             | 19           | 0            | —    | —     | —           | —           | —     | —     | 19    | 0     |
| Noroeste               | 2012                | Paulista Série A2   | —             | —             | 0            | 0            | —    | —     | —           | —           | 24    | 0     | 24    | 0     |
| União Barbarense       | 2013                | Paulista            | —             | —             | 18           | 0            | —    | —     | —           | —           | —     | —     | 18    | 0     |
| Corinthians            | 2013                | Série A             | 8             | 0             | —            | —            | 1    | 0     | —           | —           | —     | —     | 9     | 0     |
| Corinthians            | 2014                | Série A             | 4             | 0             | 7            | 0            | 0    | 0     | —           | —           | —     | —     | 11    | 0     |
| Corinthians            | 2015                | Série A             | 4             | 0             | 5            | 0            | 0    | 0     | 0           | 0           | —     | —     | 9     | 0     |
| Corinthians            | 2016                | Série A             | 19            | 0             | 2            | 0            | 0    | 0     | 0           | 0           | —     | —     | 21    | 0     |
| Corinthians            | 2017                | Série A             | 1             | 0             | 0            | 0            | 0    | 0     | 0           | 0           | —     | —     | 1     | 0     |
| Corinthians            | 2018                | Série A             | 12            | 0             | 0            | 0            | 0    | 0     | 1           | 0           | —     | —     | 13    | 0     |
| Corinthians            | 2019                | Série A             | 6             | 0             | 1            | 0            | 2    | 0     | 0           | 0           | —     | —     | 9     | 0     |
| Corinthians            | 2020                | Série A             | 4             | 0             | 1            | 0            | 0    | 0     | 0           | 0           | —     | —     | 5     | 0     |
| Corinthians            | Total               | Total               | 52            | 0             | 15           | 0            | 3    | 0     | 1           | 0           | 0     | 0     | 71    | 0     |
| Cuiabá (cesión)        | 2021                | Série A             | 34            | 0             | 10           | 0            | 2    | 0     | —           | —           | 0     | 0     | 46    | 0     |
| Cuiabá (cesión)        | 2022                | Série A             | 28            | 0             | 12           | 0            | 4    | 0     | 3           | 0           | —     | —     | 47    | 0     |
| Cuiabá (cesión)        | 2023                | Série A             | 0             | 0             | 4            | 0            | 1    | 0     | —           | —           | —     | —     | 5     | 0     |
| Cuiabá (cesión)        | Total               | Total               | 62            | 0             | 26           | 0            | 7    | 0     | 3           | 0           | 0     | 0     | 98    | 0     |
| Total en la carrera    | Total en la carrera | Total en la carrera | 138           | 0             | 131          | 0            | 15   | 0     | 4           | 0           | 25    | 0     | 313   | 0     |

1. ↑  Participación en Copa FGF
2. ↑  Participación en Copa Paulista
3. ↑  Participación en Copa Libertadores
4. ↑  Participación en Copa Sudamericana

## Palmarés
Corinthians
- Campeonato Brasileiro Série A: 2015, 2017
- Recopa Sudamericana: 2013
- Campeonato Paulista: 2017, 2018, 2019

Cuiabá
- Campeonato Matogrossense: 2021, 2022